# Щербетская волость
Щербетская волость (тат. شىربەت ۋولىٰسىٰ, Ширбәт вулысы), c 1924 года Спасская волость (тат. ئسپاس ۋولىٰسىٰ, Ьspas vulьsь, Ыспас вулысы) — административная единица в составе Казанской губернии и Татарской АССР. По состоянию на 1915 год, волостное правление и квартира полицейского урядника находились в селении Щербеть.

## География
На 1910-е годы граничила с Пичкасской, Гусихинской, Трёхозёрской, Юрткульской волостями Спасского уезда, городом Спасском, по Волге — с Богородской и Сюкеевской волостями Тетюшского уезда.

## История
Возникла не позднее 1870 года в составе Спасского уезда Казанской губернии. В 1920 году, как и бо́льшая часть уезда, вошла в состав Спасского кантона Татарской АССР. В 1921 году передана в Арский кантон.
В 1924 году волость укрупнена, переименована в Спасскую, так как её центр был перенесён в Спасск. К ней были присоединены Пичкасская волость без селений, отошедших Левашёвской и Матаковской волостям и Гусихинская волость без селений, отошедших Кузнечихинской и Матаковской волостям.
В 1930 году волость упразднена, все селения волости вошли в состав Спасского района.

## Население
- 14501 чел. (1914).[1]
- 29528 чел. (1920, в границах 1925 года: татары — 6,7 %, русские — 92,8 %).[6]

## Состав
В 1930 году волость делилась на 21 сельсовет: Измерский, Ново-Мордовский, Никольский, Болховский, Вожинский, Щербетский, Краснослободский, Отрадинский, Кураловский, Косяковский, Новославский, Гусихинский, Безднинский, Екатериновский, Пичкасский, Малиновский, Спасско-Затонский, Тенишевский, Бугровский, Татарско-Тахталинский, Кожаевский.